# سایمون داونر
سایمون داونر (انگلیسی: Simon Downer؛ زادهٔ ۱۹ اکتبر ۱۹۸۱) بازیکن فوتبال اهل بریتانیا است.
از باشگاه‌هایی که در آن بازی کرده‌است می‌توان به باشگاه فوتبال میدنهد یونایتد، باشگاه فوتبال ویونهوئه تاون، باشگاه فوتبال ویموث، باشگاه فوتبال ساتون یونایتد، باشگاه فوتبال آلدرشات تاون، باشگاه فوتبال گرایس اتلتیک، و باشگاه فوتبال لیتون اورینت اشاره کرد.